# Dolores Costello
Dolores Costello   (Pittsburgh, 17 de setembre de 1903 - Fallbrook, 1 de març de 1979) va ser una actriu de cinema nord-americana coneguda com “la deessa del cinema mut”. Va formar part d'una de les grans sagues d'actors de cinema: casada amb John Barrymore, el seu pare va ser el galant dels anys 10 Maurice Costello, va ser mare de John Drew Barrymore i àvia de Drew Barrymore.

## Biografia

### Actriu infantil

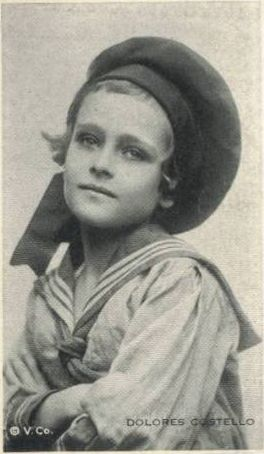
Retrat del 1915

Dolores Costello (en algunes fonts apareix referenciada com Delores) va néixer el 17 de setembre de 1903 en el sí d'una família d'actors, els seus pares eren Maurice Costello i Mae Altschuk. En néixer la seva mare estava sola ja que el pare era de gira i no va conèixer la seva filla fins a la primavera del 1904. El 1908 el seu pare va deixar el teatre per actuar en el món del cinema. Poc després, al 1909 i fins al 1915, juntament amb la seva germana Helene 3 anys més petita, va començar a intervenir com a actriu infantil en les pel·lícules del seu pare per a la Vitagraph. A la seva família els seus pares estaven en cris per culpa de l'alcoholisme de Maurice. El 1913 el seu pare va ser arrestat acusat de maltractament per part de la seva dona, tot i que ella després va decidir reduir els càrrecs. En arribar a l'adolescència Dolores el seu pare va patir una crisi nerviosa i va abandonar la Vitagraph. Dolores va abandonar també el cinema en aquell moment i anys després reprendria la carrera d'actriu en el teatre i també fent de model.

### Retorn al cinema
Dolores va prendre classes de model i va treballar en aquest camp durant un temps. El dissenyador de moda James Montgomery Flagg, la va convertir en una model gairebé icònica. El 1923 les dues germanes es van trobar de casualitat a Nova York amb George White que dirigia una revista a Broadway, la “George White’s Scandals”, per a la que buscava noves noies. Malgrat les objeccions de la mare, va contractar les dues germanes per 57,5 dòlars a la setmana. Dolores també va fer petits papers en algunes pel·lícules, com a "The Glimpses of the Moon" (1923). L'any 1925 va ser contactada a Chicago per un cercatalents de la Warner Brothers que li va oferir un contracte i es va traslladar a Hollywood.
Aquell mateix any, John Barrymore es trobava a Hollywood rodant per a la Warner quan la va veure passar per davant del seu camerino i va comentar “Acabo de veure passar la criatura més bonica del món. Déu meu! És la noia que he estat esperant tota la vida!” Gràcies a la seva influència va aconseguir que la Warner li donés el paper de partenaire per a la pel·lícula "The Sea Beast” (1926) en la que hi havia una escena del petó apassionat, que va servir de model per a moltes pel·lícules posteriors. Sembla que quan el director va cridar “talleu!” la parella va continuar besant-se apassionadament i que l'actor va demanar repetir l'escena fins a quatre vegades més. Dolores es va enamorar. Aquell mateix any va ser seleccionada, juntament amb altres actrius com Joan Crawford, Dolores del Río o Mary Astor, com una de les WAMPAS Baby Stars. Ben aviat esdevindria una de les estrelles més atractives del moment. Gràcies a la seva bellesa i a la seva aparença patrícia se li adjudicaren sobretot rols d'aristòcrates i heroïnes virtuoses.

### Cinema sonor i retirada

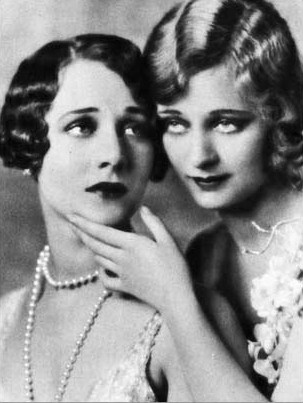
Dolores i Helene Costello. Retrat del 1930

John Barrymore es va divorciar de la seva anterior dona i davant la pressió de Mae, la mare, que havia viscut l'experiència de viure amb una persona alcohòlica, va deixar la beguda. L'any 1928 es van casar i dos mesos després moria Mae, cosa que va significar un xoc per a tots dos i va fer que John tornés a veure. En arribar el cinema sonor Costello va tenir algunes dificultats ja que era una mica papissota. Després d'alguns anys d'educació amb un logopeda va aconseguir superar aquest problema. Una de les seves primeres actuacions amb el sonor va ser amb la seva germana Helene a la pel·lícula “The Show of Shows” (1929). Aquell mateix any Dolores es va retirar per dedicar-se a cuidar de la casa i dels fills que havien de venir. La primera filla, Dolores Ethel Mae (“Dedé”) va néixer el 1930 i el segon, John Blyth (John Drew), el 1932. El 1931 va tornar puntualment per actuar en “Expensive Women”.

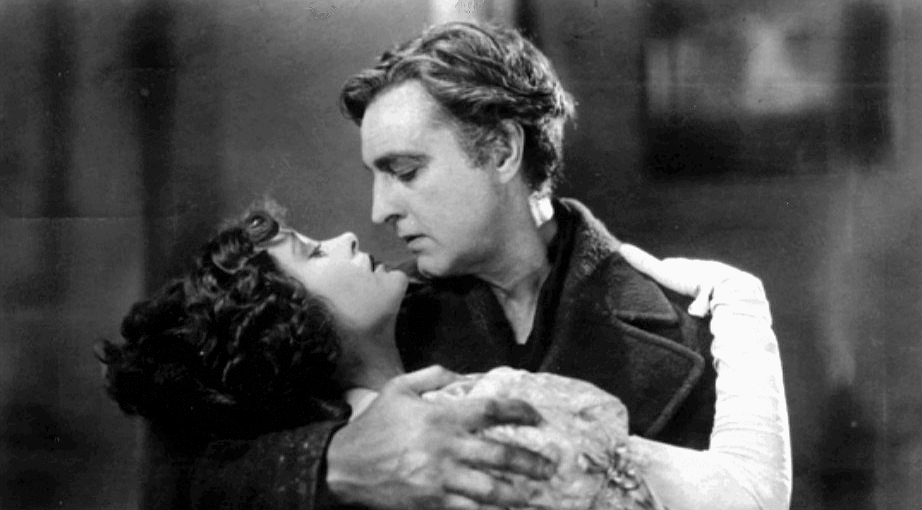
Escena del petó entre Dolores Costello i John Barrymore a la pel·lícula "The Sea Beast" (1926).

Degut als problemes amb l'alcoholisme de John el matrimoni va entrar en crisi i es van acabar divorciant el 1935. Costello va reprendre la seva carrera l'any següent i va aconseguir alguns èxits com a “Little Lord Fauntleroy” (1936) i “The Magnificent Ambersons” (1942). El 1938 el seu pare li va posar una demanda per reclamar-li que li passés una pensió incapaç de trobar ningú que el volgués contractar. El 1939, Dolores es va casar amb el seu obstetricista, el doctor John Vruwink. Va abandonar definitivament de la interpretació l'any 1943 després de rodar Això és l'exèrcit el 1943. Es va retirar al seu ranxo Fall Brook Farm a California, on cultivava alvocats. El 1951 va actuar a San Francisco al Century Theatre en l'obra “The Great Man” junt amb Albert Dekker. Va morir el primer de març de 1979.

## Filmografia

### Actriu infantil
- A Midsummer Night's Dream (1909)
- The Telephone (1910)
- Consuming Love; o, St. Valentine's Day in Greenaway Land (1911)
- The Geranium (1911)
- The Child Crusoes (1911)
- His Sister's Children (1911)
- A Reformed Santa Claus (1911)
- Some Good in All (1911)
- Captain Jenks' Dilemma (1912)
- The Meeting of the Ways (1912)
- For the Honor of the Family (1912)
- She Never Knew (1912)
- Lulu's Doctor (1912)
- The Troublesome Step-Daughters (1912)
- The Money Kings (1912)
- A Juvenile Love Affair (1912)
- Wanted... a Grandmother (1912)
- Vultures and Doves (1912)
- Her Grandchild (1912)
- Captain Barnacle's Legacy (1912)
- Bobby's Father (1912)
- The Irony of Fate (1912)
- The Toymaker (1912)
- Song of the Shell (1912)
- Ida's Christmas (1912)
- A Birthday Gift (1913)
- The Hindoo Charm (1913)
- In the Shadow (1913)
- Fellow Voyagers (1913)
- Some Steamer Scooping (1914)
- Etta of the Footlights (1914)
- Too Much Burglar (1914)
- The Evil Men Do (1915)
- The Heart of Jim Brice (1915)

### Cinema mut
- The Glimpses of the Moon (1923)
- Lawful Larceny (1923)
- Greater Than a Crown (1925)
- Bobbed Hair (1925)
- Mannequin (1926)
- The Sea Beast (1926)
- Bride of the Storm (1926)
- The Little Irish Girl (1926)
- The Third Degree (1926)
- When a Man Loves (1927)
- A Million Bid (1927)
- Old San Francisco (1927)
- The Heart of Maryland (1927)
- The College Widow (1927)

### Cinema sonor
- Tenderloin (1928)
- Glorious Betsy (1928)
- Noah's Ark (1928)
- The Redeeming Sin (1929)
- Glad Rag Doll (1929)
- Madonna of Avenue A (1929)
- Hearts in Exile (1929)
- The Show of Shows (1929)
- Second Choice (1930)
- Expensive Women (1931)
- Little Lord Fauntleroy (1936)
- Yours for the Asking (1936)
- The Beloved Brat (1938)
- Breaking the Ice (1938)
- L'aposta era el seu fill (King of the Turf) (1939)
- Whispering Enemies (1939)
- Outside These Walls (1939)
- Els magnífics Amberson (The Magnificent Ambersons) (1942)
- Això és l'exèrcit (This Is the Army) (1943)